# Hot Springs (Dakota del Sud)
Hot Springs (lakota: mni kȟáta; "aigua calenta") és una població dels Estats Units a l'estat de Dakota del Sud. Segons el cens del 2000 tenia 4.129 habitants.

## Demografia
Segons el cens del 2000, Hot Springs tenia 4.129 habitants, 1.704 habitatges, i 962 famílies. La densitat de població era de 547,8 habitants per km².
Dels 1.704 habitatges en un 23,5% hi vivien nens de menys de 18 anys, en un 42% hi vivien parelles casades, en un 10,8% dones solteres, i en un 43,5% no eren unitats familiars. En el 39,8% dels habitatges hi vivien persones soles el 17,4% de les quals corresponia a persones de 65 anys o més que vivien soles. El nombre mitjà de persones vivint en cada habitatge era de 2,16 i el nombre mitjà de persones que vivien en cada família era de 2,88.
Per edats la població es repartia de la següent manera: un 24% tenia menys de 18 anys, un 6,7% entre 18 i 24, un 19,4% entre 25 i 44, un 25,7% de 45 a 60 i un 24,2% 65 anys o més.
L'edat mediana era de 45 anys. Per cada 100 dones de 18 o més anys hi havia 106,7 homes.
La renda mediana per habitatge era de 27.079 $ i la renda mediana per família de 35.786 $. Els homes tenien una renda mediana de 28.750 $ mentre que les dones 18.333 $. La renda per capita de la població era de 16.618 $. Entorn del 8,1% de les famílies i el 14,8% de la població estaven per davall del llindar de pobresa.

## Poblacions més properes
El següent diagrama mostra les poblacions més properes.